# Boa Entrada (Cap-Vert)
Boa Entrada est une localité de l'île de Santiago au Cap-Vert.

## Description
Boa Entrada est située dans la partie centrale de l'île de Santiago, à 2 km au nord du centre-ville d'Assomada. 
La zone est intensément cultivée, notamment de canne à sucre et de manguiers.

## Fromager
Il y a un très grand kapokier près du village de Boa Entrada, situé au fond d'une vallée, à 400 m d'altitude. C'est le plus grand arbre de l'île de Santiago. 
Le kapokier mesure environ 25 m de haut et a été identifié comme Zone importante pour la conservation des oiseaux (ZICO) par BirdLife International car il abrite une colonie de hérons pourprés.

## Population
Au recensement de 2010, la localité comptait 1 119 habitants.